# Никола Грахек
Никола Грахек (23. април 1949 – септембар 2003) је био српски филозоф и професор на Филозофском факултету Универзитета у Београду. Главни предмет његовог интересовања били су теорија сазнања, филозофија духа и филозофска психологија.

## Биографија
Никола Грахек је рођен 1949. године у Београду. Након стицања доктората на Универзитету у Београду 1989. године, Никола Грахек од 1989—1990. године као члан Мind/Brain истраживачке групе Центра за интердисциплинарне студије (ZIF - Zentrum für interdisziplinäre Forschung) у Билефелду ради на проблему духа и тела и феноменалне свести. Овај рад је наставак његовог раног интереса за филозофију духа развијеног током постдипломских студија на Магдалена колеџу Универзитета у Оксфорду, под надзором Сер Питера Стросона. Године 1990. објавио је своју прву књигу на српском, Материја, свест и сазнање. Као научни сарадник на Институту за филозофију, а касније као професор епистемологије и филозофије духа на Одељењу за филозофију Универзитета у Београду, Никола Грахек је објавио бројне чланке у српским и међународним часописима, укључујући и Philosophical Studies и Philosophical Psychology. Од 1994. до 1995. године био је гостујући научни сарадник у Центру за когнитивне студије Тафтс универзитета и сарађивао са професором Данијелом Денетом. Од 1999—2000. године био је сарадник на пројекту "Филозофија и истраживање бола" на HWK-u (Hanse-Wissenschaftskolleg) у Делменхорсту. Његов интерес за "неурофилозофију" бола резултира књигом Осећати бол и бити у болу, коју је објавио BIS-Verlag, Универзитета у Олденбургу. Ревидирану верзију ове књиге је 2001. године објавио МИТ Прес, са предговором Данијела Денета.
Професор Грахек је преминуо 2003. године у 54. години живота.
У спомен на Николу Грахека на Филозофском факултету Универзитета у Београду је 2005. године одржана конференција под називом "Експланаторни Јаз".

## Осећати бол и бити у болу
У Осећати бол и бити у болу Никола Грахек испитује два најрадикалнија дисоцијацијативна синдрома који се могу наћи у људском искуству бола: бол без болности и болност без бола. Грахек показује да ова два синдрома - комплетно раздвајање сензорне димензије бола од његових афективних, когнитивних и бихевиоралних компоненти, и обрнуто, раздвајање афективне компоненте бола од његове сензорно-дискриминативне компоненте (незамисливо многима од нас, али документовано обимном клиничком евиденцијом) - могу много да нас науче о правој природи и структури људског искуства бола.
Грахек објашњава кључну дистинкцију између осећања бола и бивања у болу, бранећи је и на појмовној и на емпиријској основи. Он аргументује да два дисоцијативна синдрома откривају сложеност људског искуства бола: његове главне компоненте, улоге које играју у укупном искуству бола, начин на који заједно функционишу и базичне неуралне структуре и механизме који се налазе у њиховој основи.
Осећати бол и бити у болу - изворно објављена у Немачкој, затим ревидирана за ширу публику на наговор Данијела Денета - не нуди још једну филозофску теорију бола која конклузивна подржава или дефинитивно побија субјективистичке или објективистичке претпоставке у филозофији духа. Уместо тога, Грахек позива на мање доктринаран и уравнотеженији приступ у истраживању менталних феномена.